# Alain Jean-Marie

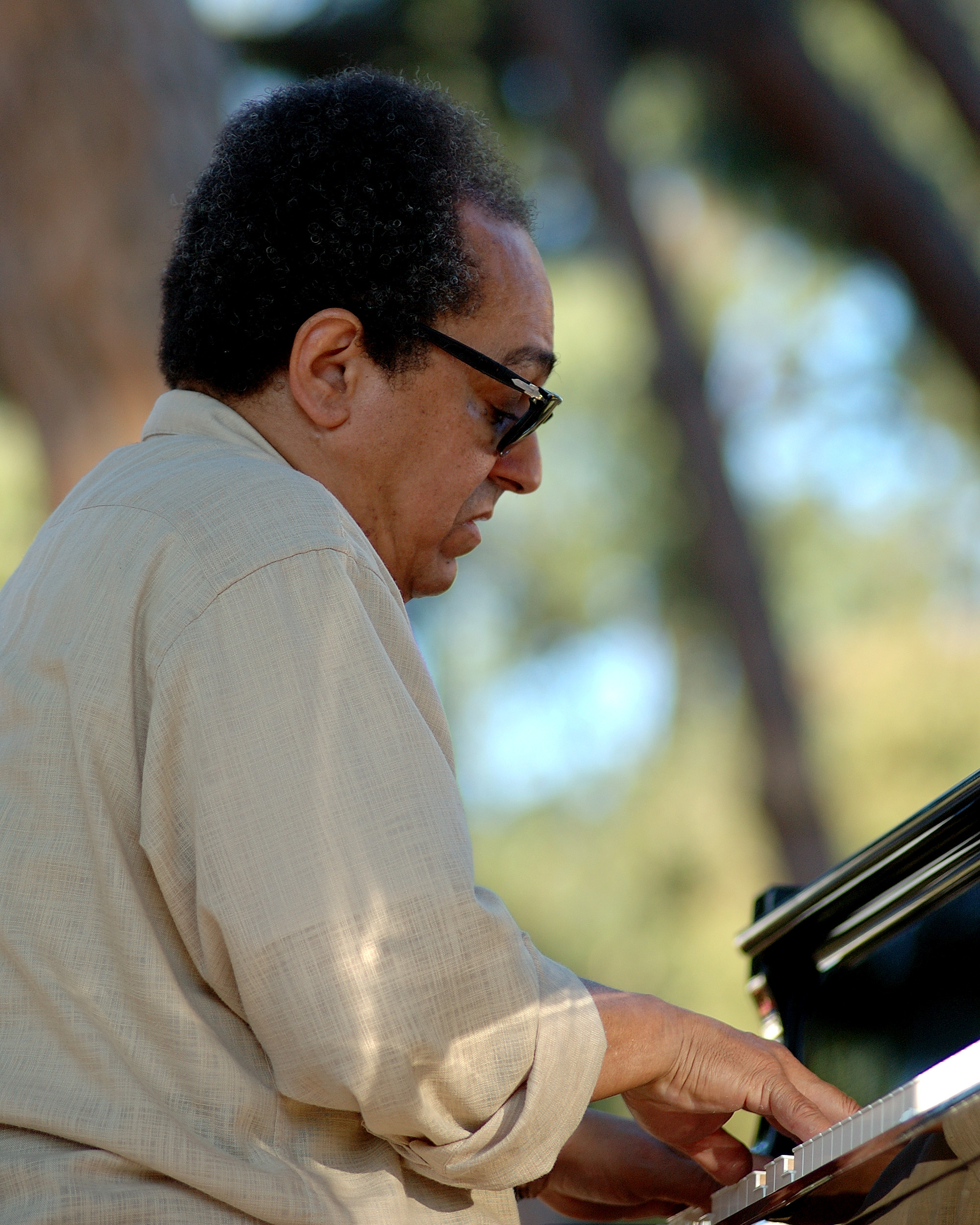
Alain Jean-Marie im Juli 2005

Alain Jean-Marie (* 29. Oktober 1945 in Pointe-à-Pitre, Guadeloupe) ist ein französischer Jazz-Pianist.

## Leben und Wirken
Jean-Marie brachte sich das Klavierspiel ab dem Alter von acht Jahren autodidaktisch bei. Er spielte in Tanzorchestern in Guadeloupe (besonders dem von Robert Mavounzy), lebte von 1967 bis 1970 in Kanada und danach auf den Antillen. Seine ersten Aufnahmen machte er 1969 (erschienen erst 1997 als Piano Biguines). Gleichzeitig spielte er regelmäßig im Trio mit Winston Berkley und Jean-Claude Montredon. 1973 zog er nach Paris, wo er schnell seinen Durchbruch u. a. als Begleiter durchreisender Jazzmusiker wie Chet Baker, Sonny Stitt, Art Farmer, Johnny Griffin, Lee Konitz, Max Roach schaffte. 1979 erschien sein Debütalbum mit eigenem Trio (Al Levitt am Schlagzeug, Gus Nemeth Bass) Ab 1986 begleitete er regelmäßig Dee Dee Bridgewater (u. a. in ihrer Hommage an Billie Holiday, Lady Day). 1987 nahm er das Album Latin Alley im Duo mit Niels-Henning Ørsted Pedersen auf. 1990 begleitete er Abbey Lincoln auf dem Album World Is Falling Down mit (Jackie McLean, Billy Higgins und Charlie Haden). 1991 spielte er mit Henri Texier (Bass) und Aldo Romano (Schlagzeug) The Scene Is Clean ein. Seit den 1980er Jahren trat er auch regelmäßig mit Barney Wilen auf (dokumentiert auf La Note Bleue 1986, Dreamtime 1992 im Duo). 1992 erschien sein Trio-Album „Biguine Reflections“, in dem er zu seinen Antillen-Wurzeln zurückkehrte, interpretiert mit Bebop-Einflüssen. Daneben spielte er auch im Trio mit Gilles Naturel und John Betsch (Lazy Afternoon 2000) und nahm 1999 sein erstes Solo-Album auf (Afterblue, das den Prix Boris Vian erhielt). 2004 folgte ein zweites Solo-Album Thats What.
Jean-Marie nahm auch viel mit Musikern aus Guadeloupe auf wie dem Gitarristen André Condouant (Clean & Class 1997), einer Gruppe von Musikern aus Guadeloupe unter dem Trompeter Franck Nicolas (Jazz Ka Philosophy) und dem Saxophonisten Jocelyn Ménard (Men Art Works) und trat auf Festivals auf den Antillen auf (z. B. in seiner Heimatstadt). Des Weiteren arbeitete er mit Jacques Vidal/Frédéric Sylvestre, mit Barney Wilen (Montréal Duets), mit Michel Graillier (Portrait in Black & White, 1995), Boulou und Elios Ferré (Intersection, 2001, Live in Montpellier, 2006), mit Xavier Richardeau, mit Sara Lazarus und mit Ted Curson (In Paris: Live at the Sunside, 2006).
1979 erhielt er den Prix Django Reinhardt und 2000 den Django d’Or.